# Єленя-Гура (Підляське воєводство)
Єленя-Гура (пол. Jelenia Góra) — село в Польщі, у гміні Сокулка Сокульського повіту Підляського воєводства.
Населення — 76 осіб (2011).
У 1975-1998 роках село належало до Білостоцького воєводства.

## Демографія
Демографічна структура станом на 31 березня 2011 року:
|          | Загалом | Допрацездатний вік | Працездатний вік | Постпрацездатний вік |
| -------- | ------- | ------------------ | ---------------- | -------------------- |
| Чоловіки | 37      | 9                  | 24               | 4                    |
| Жінки    | 39      | 8                  | 25               | 6                    |
| Разом    | 76      | 17                 | 49               | 10                   |